# Tvrzice
Tvrzice (en allemand : Twersitz, précédemment : Twrsitz) est une commune du district de Prachatice, dans la région de Bohême-du-Sud, en République tchèque. Sa population s'élevait à 131 habitants en 2023.

## Géographie
Tvrzice se trouve au pied de la Forêt de Bohême, à 13 km au nord-nord-ouest de Prachatice, à 41 km à l'ouest-nord-ouest de České Budějovice et à 112 km au sud-sud-ouest de Prague.
La commune est limitée par Bohunice au nord, par Dub à l'est, par Lipovice et Újezdec au sud, et par Bušanovice et Předslavice à l'ouest.

## Histoire
La fondation du village date de 1315.

## Galerie

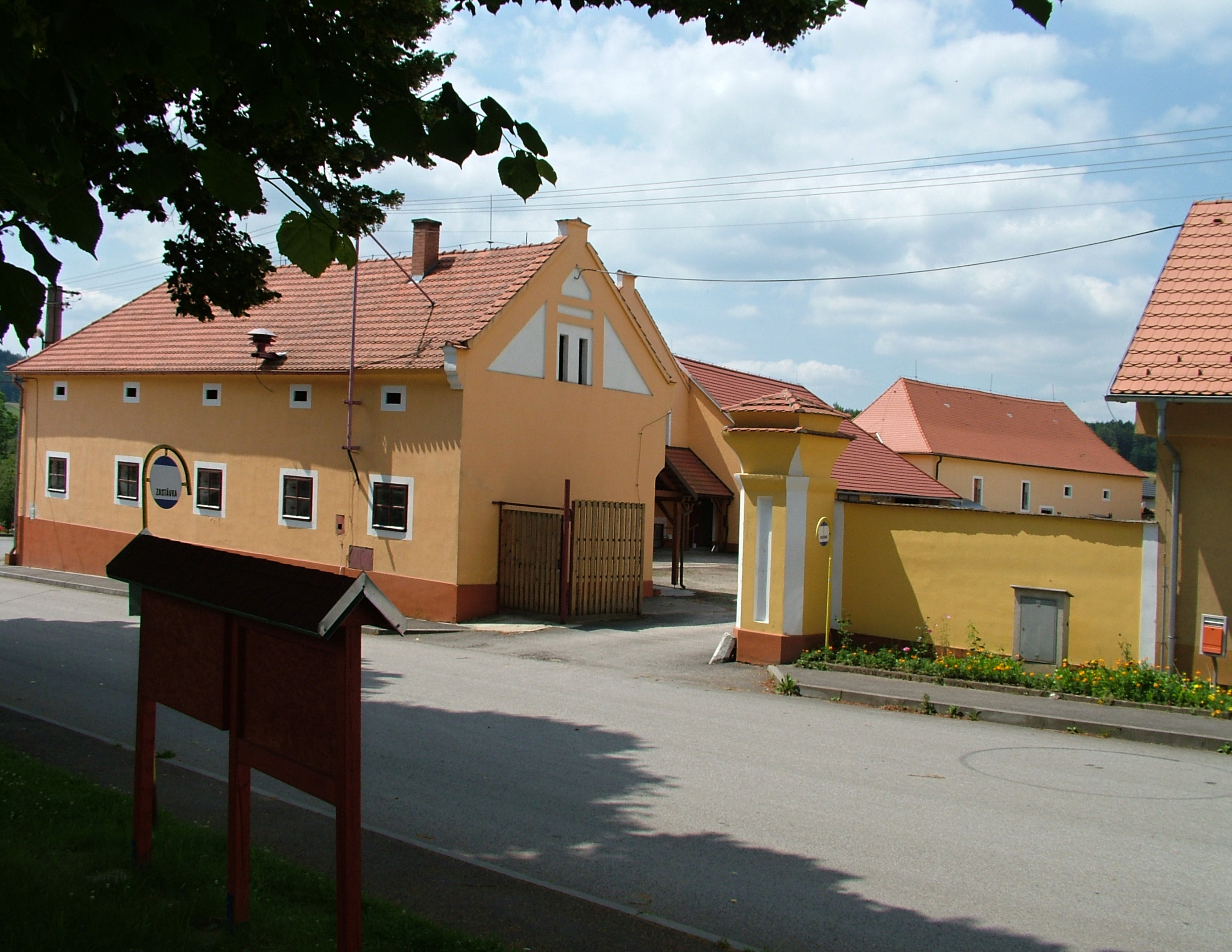
Maisons à Tvrzice.
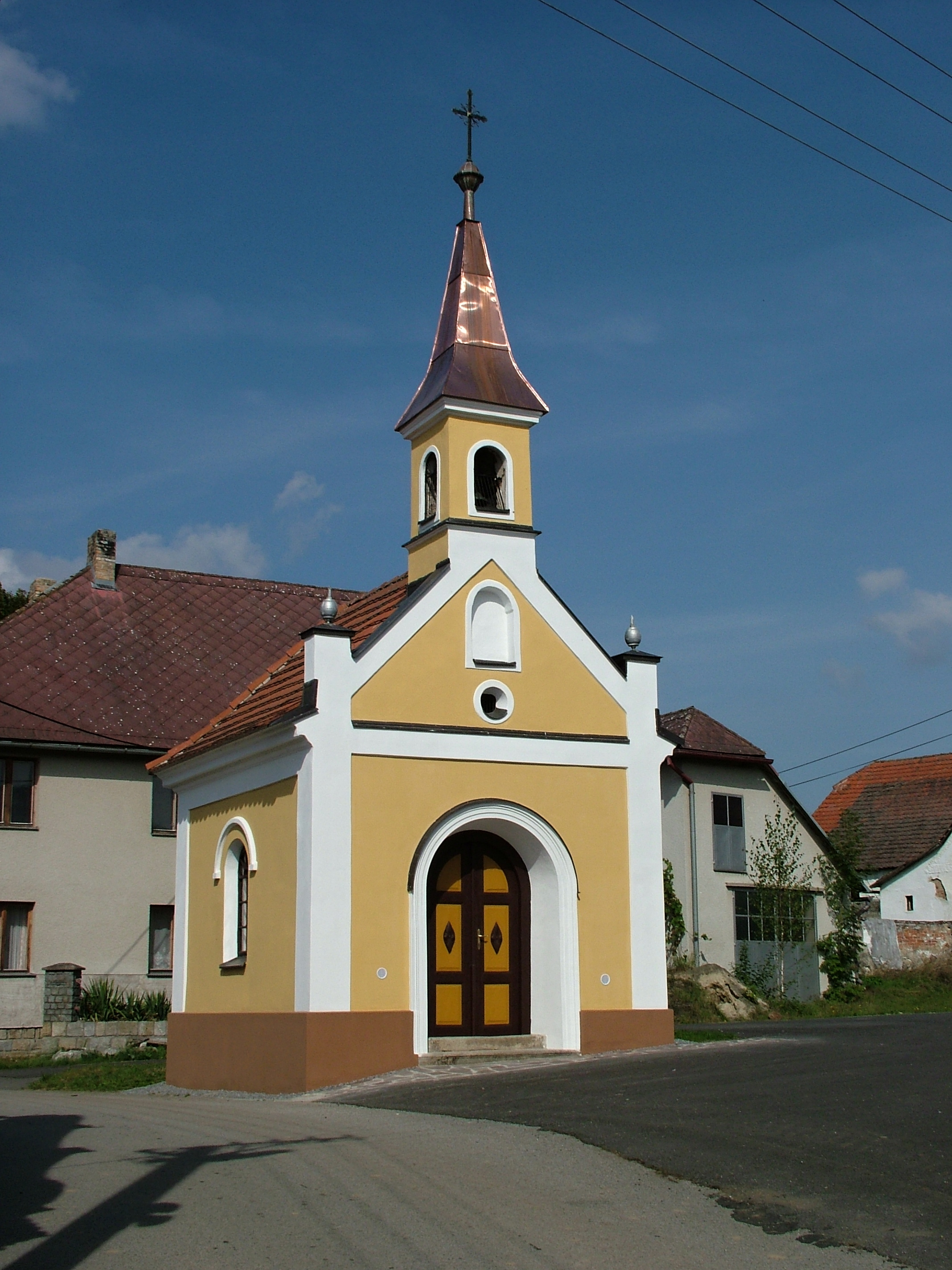
Chapelle à Tvrzice.

## Transports
Par la route, Tvrzice se trouve à 8,6 km de Volyně, à 16 km de Prachatice, à 47 km de Ceské Budejovice et à 136 km de Prague.